# Saison 1 de Ma baby-sitter est un vampire
La saison 1 de la série Ma baby-sitter est un vampire a été diffusé pour la première fois le 28 février 2011 au Canada sur Télétoon, le 23 avril 2011 en France sur Canal J et le 27 juin 2011 aux États-Unis sur Disney Channel.

## Épisodes
| #   | Titre de l'épisode V.O. | Titre de l'épisode français                | Synopsis | Date de sortie sur Télétoon | Date de sortie sur Disney Channel |
| --- | ----------------------- | ------------------------------------------ | --- | --------------------------- | --------------------------------- |
| 1.  | Lawn of the Dead        | Chienne de mort                            | Benny apprend que le chien de Della, une élève du lycée, est mort et qu'elle ferait n'importe quoi pour le retrouver. Benny, tombé sous le charme de cette lycéenne, décide de ressusciter son petit compagnon pour l'impressionner. Il trouve une potion et réussit à réveiller le chien mais tous les autres animaux enterrés du quartier le sont aussi. | 28 février 2011             | 27 juin 2011                      |
| 2.  | Three Cheers for Evil   | Pompom Mamie                               | Erica s'inscrit dans l'équipe de pom-pom girls pour se venger de Stephanie, la capitaine qui se moquait toujours d'elle. Depuis que Ethan a eu une vision de Erica prenant la vie de Stephanie, Ethan et Benny demandent à Sarah de faire partie de l'équipe des pom-pom girls, ce qu'elle accepte à contre-cœur. Mais Ethan et Benny se rendent compte que ce n'est pas Erica le problème mais bien Stephanie. Ils s'inscrivent aussi dans l'équipe en se faisant passer pour Betty et Veronica. Stephanie est-elle qu'une simple capitaine des pom-pom girls ? | 1er mars 2011               | 28 juin 2011                      |
| 3.  | Friday Night Fridays    | La brute de la lutte                       | Le lycée de Whitechapel n'a pas remporté un trophée sportif en trente ans. Le fantôme de l'entraîneur Ed condamne Ethan à gagner une compétition sportive, faute de quoi l'établissement sera hanté à jamais. |                             | 29 juin 2011                      |
| 4.  | Blue Moon               | Gare au garou                              | Ethan et Benny suspectent le sportif le plus poilu de l'école, qui est aussi leur meilleur ami, d'être un loup-garou. Tout ce qu'ils ont à faire est de le prouver, de le piéger et de le guérir. Dommage qu'il n'y a pas une pleine lune... |                             | 30 juin 2011                      |
| 5.  | Blood Drive             | Don du sang                                | Deux infirmières sont venues faire des prélèvements de sang au lycée. Erica décide alors avec l'aide de Rory de concocter un plan pour s'emparer des poches de sang. Seulement, les deux infirmières sont elles aussi des vampires et prennent au piège les deux amis. De leur côté, Ethan et Benny ont un peu de mal à gérer Sarah, stressée par tout ce sang qui l'entoure. | 2 mars 2011                 | 5 juillet 2011                    |
| 6.  | Guys and Dolls          | Quand les garçons jouent à la poupée       | Jane, la sœur d'Ethan, entend Benny parler d'un sort permettant de réparer les objets. Elle décide donc de réparer sa poupée. Mais celle-ci prend forme humaine et vole la force vitale des gens pour rester humaine, transformant ses victimes en poupées. |                             | 30 juin 2011                      |
| 7.  | Doug the Vampire Hunter | Doug, le chasseur de vampires              | Ethan, Benny et Rory, sont très impressionnés par Doug Falconhawk, enquêteur en paranormal. Ethan, qui à l'occasion d'un jeu a gagné une journée avec Doug, se rend compte alors que trois de ses amis sont des vampires recherchés ! | 7 juillet 2011              |                                   |
| 8.  | Double Negative         | Les jumeaux maléfiques                     | Hannah, une élève du lycée, en prenant une photo d'elle avec un appareil photo mystérieux, libère involontairement son double maléfique. Celui-ci est insupportable et veut libérer un maximum d'autres doubles maléfiques. |                             | 11 juillet 2011                   |
| 9.  | Smells Like Trouble     | Passionnément, à la folie... Pas du tout ! | Benny crée un philtre d'amour pour que Ethan ait plus de chances de séduire Sarah. La potion se répand dans tout le lycée, et toutes les filles du lycée tombent amoureuses de Benny et Ethan. Jusqu'au moment où la potion a l'effet inverse. | 3 mars 2011                 | 12 juillet 2011                   |
| 10. | The Brewed              | Expresso pur jus de cerveau                | Plusieurs professeurs et adultes se sont transformés en zombies et grognent "manger, cerveau". Ethan et Benny ont découvert que cela était dû aux ingrédients du café qu'ils buvaient car celui-ci contenait des cellules comme celles des neurones. Ils trouvent le moyen de faire disparaître ces zombies en les rafraichissant. | 13 juillet 2011             |                                   |
| 11. | Die Pod                 | Mauvaises graines                          | Des vignes étranges poussent partout dans le laboratoire informatique de l'école et sur les étudiants. Ethan et Benny doivent comprendre ce qui se passe avant que l'école se transforme en une forêt humaine... | 14 juillet 2011             |                                   |
| 12. | Three Geeks and a Demon | Trois geeks et un démon                    | Sarah doit garder Ethan, Benny et Jane pendant que les parents de Ethan et la grand-mère de Benny vont chaperonner une fête de Terminale. Rory rejoint le groupe d'amis après avoir été projeté accidentellement sur la maison d'Ethan. S'ennuyant, le groupe décide de jouer à des jeux de société. Dans le grenier, Ethan découvre un jeu dans lequel on peut parler avec des esprits. Sarah décide de ne pas y jouer et va à l'étage avec Jane. Ethan lit les règles du jeu qui sont de ; ne jamais jouer seul, ne jamais demander si quelqu'un est dans la pièce (cela pourrait appeler le diable) et ne jamais retirer les mains du jeu pendant un appel avec un esprit (cela pourrait le libérer). Pendant qu'Ethan et Benny s'absentent quelques minutes, Rory brise la règle numéro une en jouant seul. Il demande ensuite si quelqu'un est dans la pièce brisant la règle numéro deux. Benny et Ethan reviennent et les meubles du salon bougent dans tous les sens. Les trois garçons remettent leurs mains sur le jeu espérant que le monstre reparte mais il est déjà trop tard ; le monstre possède le corps de Sarah. |                             | 18 juillet 2011                   |
| 13. | Re-Vamped               | Re-Vampirisé                               | Jesse est réveillé d'entre les morts et demande à Sarah de le rejoindre mais celle-ci refuse. Ethan et Benny se préparent à tuer encore une fois Jesse, surtout après qu'Ethan ait eu une vision de Sarah buvant le sang d'un humain. Le soir du bal de promo, une bataille est alors déclenchée entre la bande de Jesse et celle de Sarah. Seulement, Jesse mord Ethan, forçant Sarah à faire le choix qu'elle a redouté toute l'année : sauver Ethan en buvant son sang (ce qui la transformera en un vrai vampire) ou le laisser se transformer en vampire. |                             | 19 juillet 2011                   |